# Vossi Bop
A "Vossi Bop" a brit rapper, Stormzy dala. 2019. április 15-én jelent meg, mint a Heavy Is the Head első kislemeze. A dal a Brit kislemezlistán az első helyen debütált, amellyel Stormzy első kislemeze lett, amely ezt elérte.

## Háttér
A dal Stormzy első dala 2017, a Gang Signs & Prayer óta, amely album első helyet ért el a UK Albums Charton. A videóklip a kislemezzel egy napon jelent meg és Stormzy maga rendezte. Benne Stormzy a Westminster hídon és a Anglia bankja előtt rappel.

## Slágerlisták
| Slágerlista (2019)             | Legmagasabb pozíció |
| ------------------------------ | ------------------- |
| Ausztrália (ARIA)              | 34                  |
| Belgium (Ultratop Flanders)    | 20                  |
| Brit kislemezlista (OCC)       | 1                   |
| Dánia (Tracklisten)            | 30                  |
| Írország (IRMA)                | 4                   |
| Litvánia (AGATA)               | 63                  |
| Skócia (OCC)                   | 14                  |
| Svédország (Sverigetopplistan) | 10                  |
| Új-Zéland (Recorded Music NZ)  | 34                  |
| UK R&B (OCC)                   | 1                   |

| Év   | Slágerlista                                          | Pozíció |
| ---- | ---------------------------------------------------- | ------- |
| 2019 | Írország (IRMA)                                      | 17      |
| 2019 | Svédország (Sverigetopplistan) Remix Aden x Asme-vel | 67      |
| 2019 | Brit kislemezlista (OCC)                             | 7       |
| 2020 | Brit kislemezlista (OCC)                             | 91      |

## Minősítések
| Régió                    | Minősítés  | Példányszám |
| ------------------------ | ---------- | ----------- |
| Ausztrália (ARIA)        | Arany      | 35,000      |
| Egyesült Királyság (BPI) | 2× Platina | 1,200,000   |
| Streaming                |            |             |
| Svédország (GLF)         | Platina    | 8,000,000   |